# Cheilanthes pentagona
Cheilanthes pentagona là một loài dương xỉ trong họ Pteridaceae. Loài này được Schelpe & N.C. Anthony mô tả khoa học đầu tiên năm 1982.